# ميشع

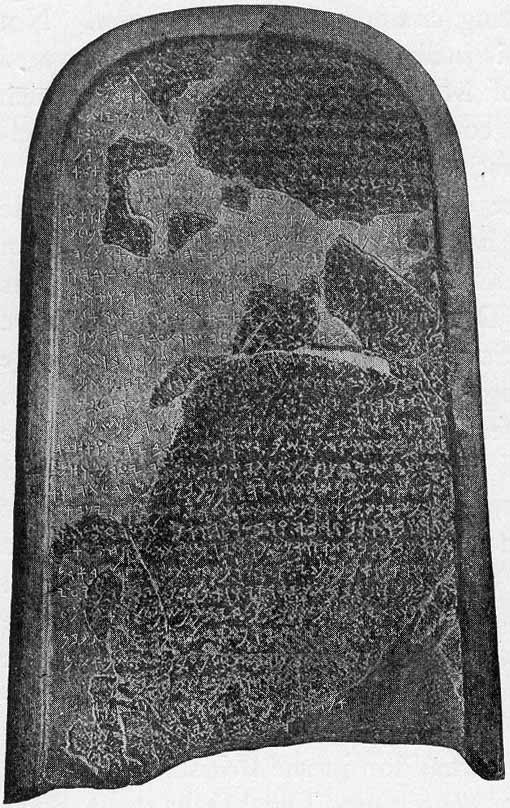
مسلة الملك ميشع التي سجّل عليها انتصاراته

الملك ميشع، (بالعبرية: מישע)، ملك مؤابي عاش في القرن التاسع قبل الميلاد وهزم اليهود العبرانيين في عام 840 ق.م.، وتقريباً في عهد أخزيا بن أحاب بن عمري.

## الاسم
يعود الاسم (ميشع) إلى اللغة الفينيقية الكنعانية والذي يعني المنقذ.

## مملكة مؤاب

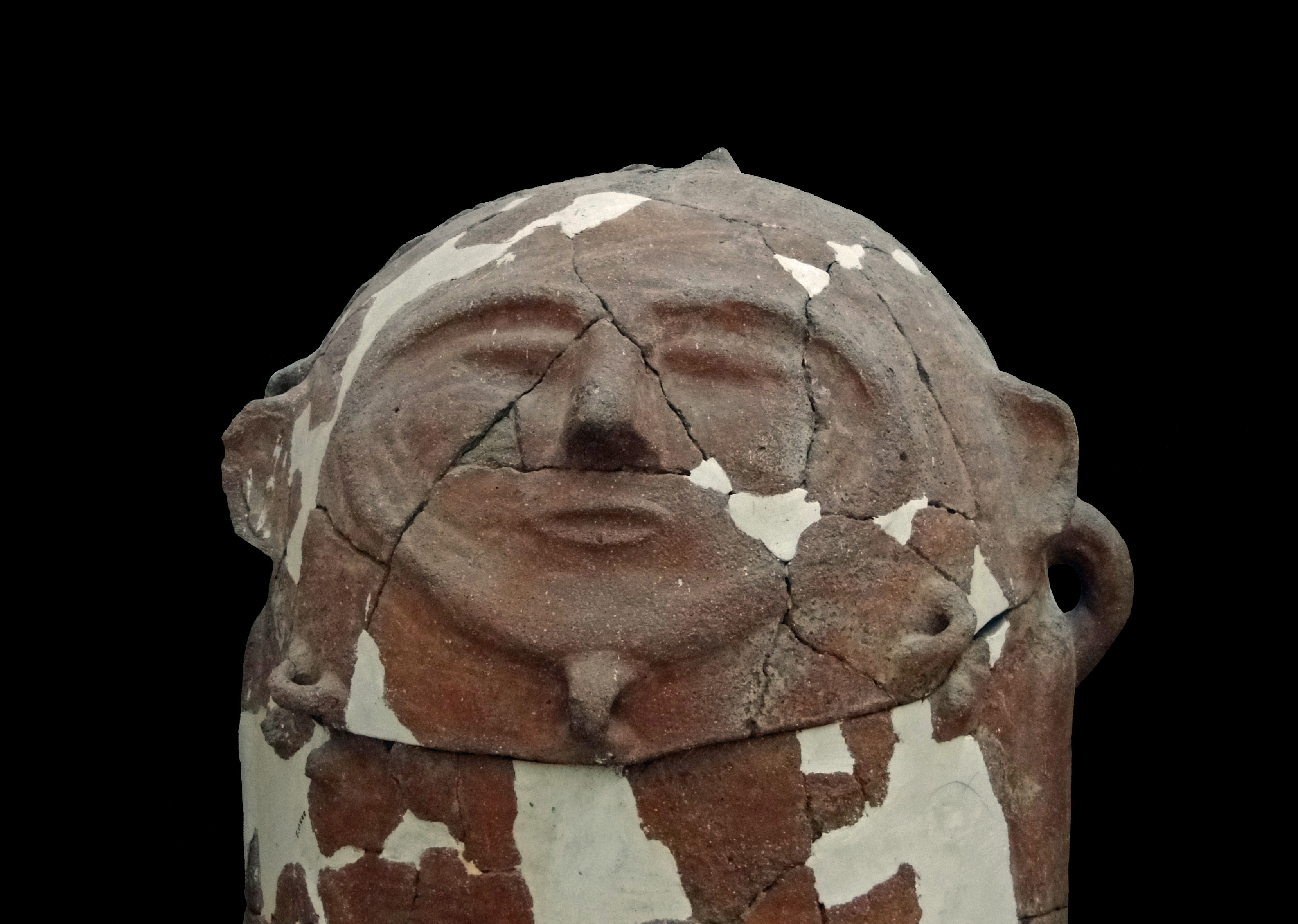
تابوت من مملكة مؤاب في متحف عمان

نشأت مملكة مؤاب في القرن الثالث عشر قبل الميلاد في المنطقة الواقعة شرق البحر الميت وامتدت من التلال الواقعة شمال وادي الموجب شمالاً وحتى وادي الحسا جنوباً. وعلى الرغم من ندرة الأدلة الأثرية، فإن مملكة مؤاب سبقت وجود مملكة إسرائيل والدليل هو تمثال ضخم شيد في الأقصر للفرعون رمسيس الثاني في القرن ال13 قبل الميلاد حيث ورد اسم مؤاب ضمن سلسلة من الممالك التي غزاها خلال حملته.

## مسلة الملك ميشع
يعود تاريخها لسنة 840 قبل الميلاد تقريباً، وهي من حجر البازلت الأسود وتتكون من 34 سطراً بالخط المؤابي القديم وهو نوع من الخط الفينيقي القديم ويبلغ طولها 92 سم ولا يزيد عرضها عن 57 سم - ويقول لويس مخلوف في كتابه الأردن تاريخ وحضارة إن أول من اكتشف المسلة في عام 1868 م وحاول اقتناءها هو القس الألماني فريدريك كلاين الذي كان يتردد على المنطقة.
انتشر خبر هذه المسلة وجاء القنصل الفرنسي في القدس «كانو» لشراء المسلة واقتنائها، تساوم الأهالي ولم يتفقوا على حصة كل منهم، وكان تفكيرهم أن فيها كنزاً من الذهب، وعمدوا إلى حرقها وانكسرت إلى عدة قطع، عندها باعت كل عشيرة قسماً منها للقنصل الفرنسي حيث اشتراها وأرسلها إلى باريس لترمم وتوضع في متحف اللوفر حيث هي الآن، وكان «كانو» ذكياً حيث استطاع بواسطة الورق المضغوط حفظ نص الكتابة التي ضاعت من جراء تحطيم الحجر وتفتته.
و كان عالم الآثار الفرنسي، شارل كليرمون هو أول من حل رموز هذه المسلة وترجمها.
وذكر الملك ميشع في هذا السجل التاريخي الهام بأن والده قد حكم مؤاب ثلاثين عاماً، وعندما خلف أباه بنى المكان المقدس (كاموش) في الكرخة وهي اسم قديم لمدينة الكرك، وهو مكان مرتفع وذلك اعترافاً منه وحمداً لنصره على أعدائه، وخلص بلاده من شرهم وجعله ينتقم من جميع الذين كانوا يكرهونه، ذاكراً مضايقة عمري ملك إسرائيل وأبنائه لشعب مؤاب فترة طويلة.
ويذكر ميشع ملك مؤاب بأن ابن عمري قد هدد مملكة مؤاب، ولذا فقد انتقم منه ميشع ومن آل بيته وهزمت إسرائيل، وذكر كذلك الأربعين عاماً التي قضاها شعب مؤاب يقاسي من اضطهاد وعسف أيام حكم عمري وأيام حكم ابنه أحاب وان كاموش قد نصره أخيراً عليه وطهر أرض مؤاب من شرهم وظلمهم.
ويقول ميشع بأنه قد بنى (بعل معيون) وأنشأ البركة وبنى الكرخة (اسم قديم لمدينة الكرك) وبنى سور الغابة وسور التل وبوابتها وأبراجها ومقر الملك وقد حفر ميشع القناة إلى الكرخة وسخر أسرى إسرائيليين في حفرها، وأعاد ميشع بناء (عروعير) عراعر اليوم وهي على بعد أميال من جنوب ذيبان، وكذلك بناء بيت باحوث بعد أن كانت خربة وكذلك (بتيسير) وأعاد بناء مادبا (وبيت دبلاتين) وهيكل بعيون.

## مقالات ذات صلة
- ذيبان
- سلمانو

## وصلات خارجية
- ترجمة أخرى لحجر ميشع أنا ميشع بن كموش ملك مؤاب الدبياني